# Liste der Bodendenkmale in Seevetal
In der Liste der Bodendenkmale in Seevetal sind alle Bodendenkmale der niedersächsischen Gemeinde Seevetal aufgelistet. Die Quelle ist der Denkmalatlas Niedersachsen. Der Stand der Liste ist der 8. Oktober 2024.
In den Spalten finden sich folgende Informationen des Bodendenkmales :
- Lage        : geographische Koordinaten
- Bezeichnung : Bezeichnung lt. Denkmalatlas
- Beschreibung: Beschreibung lt. Denkmalatlas
- ID          : Objekt-ID
- Bild        : Bild, ggf. zusätzlich mit Link zu weiteren Fotos im Medienarchiv Wikimedia Commons.

In den Ortsteilen Beckedorf, Emmelndorf, Fleestedt, Groß Moor, Helmstorf Klein Moor, Lindhorst und Metzendorf sind keine Bodendenkmale verzeichnet.

## Bullenhausen
| Lage                        | Bezeichnung           | Beschreibung | ID       | Bild |
| --------------------------- | --------------------- | --- | -------- | ---- |
| 53° 27′ 18″ N, 10° 3′ 31″ O | Bullenhausen 1, Wurt  | Im Hinterdeichsgebiet gelegen. Durchmesser ca. 90 m, erhaltene Höhe + 3,2 m NN bzw. über umgebendem Gelände bis 1,0 m. In der kurhannoverschen Landesaufnahme von 1781 verzeichnet. | 28952480 | BW   |
| 53° 27′ 33″ N, 10° 3′ 20″ O | Bullenhausen 3, Deich | Zwischen der Landesgrenze zur Hansestadt Hamburg und der Gemarkungsgrenze zu Over verlaufender alter Elbdeich. | 28952702 | BW   |
| 53° 27′ 0″ N, 10° 4′ 20″ O  | Bullenhausen 3, Deich | | 35889683 | BW   |
| 53° 26′ 13″ N, 10° 3′ 57″ O | Bullenhausen 4, Wurt  | Am Elbdeich gelegen, annähernd oval, ca. 50 × 30 m, die Höhe beträgt + 3,7 m NN. bzw. 0,8 m über dem umgebendem Gelände. In der kurhannoverschen Landesaufnahme von 1781 verzeichnet. | 28952703 | BW   |
| 53° 27′ 19″ N, 10° 3′ 44″ O | Bullenhausen 5, Wurt  | Im Niederungsgebiet gelegen, annähernd rund, Durchmesser ca. 22 m und Höhe ca. + 2,0 m NN bzw. bis 0,9 m über umgebendem Gelände. In Zentrum zusammengeschobener Hügel von ca. 12 m Durchmesser, der mehrere Granitblöcke enthält (wohl Fundamentsteine). Bohrungen ergaben: bis in 80 cm Tiefe ein aufgeschüttetes Sand-Klei-Gemisch, sowie frühneuzeitliche Siedlungsspuren. | 28954579 | BW   |

## Glüsingen
| Lage                        | Bezeichnung         | Beschreibung | ID       | Bild |
| --------------------------- | ------------------- | --- | -------- | ---- |
| 53° 24′ 51″ N, 10° 2′ 26″ O | Glüsingen 10, Damm  | Zwischen der Seeve nordwestl. von Maschen und Harburg entlang des Nord- bzw. Ostufers verlaufende historische Deichlinie. Dieser ist in der kurhannoverschen Landesaufnahme von 1781 vollständig verzeichnet. In der Gemarkung Glüsingen verlief auch im Süden des Seevekanals ein heute obertägig zerstörter Deichzug. Der Damm wurde in Zusammenhang mit dem Bau des Seevekanals im Jahre 1541 unter Herzog Otto I. errichtet. Der Kanal diente zum Antrieb der Harburger Schloßmühle. | 28952696 | BW   |
| 53° 24′ 56″ N, 10° 2′ 18″ O | Glüsingen 10, Deich | | 35982742 | BW   |

## Hittfeld
| Lage                        | Bezeichnung           | Beschreibung | ID       | Bild |
| --------------------------- | --------------------- | --- | -------- | ---- |
| 53° 23′ 25″ N, 9° 59′ 48″ O | Hittfeld 5, Grabhügel | Rund, an Ackersaum. Rundum angepflügt, oberflächliche Spuren jüngerer Eingrabungen. Durchmesser 9 m, erhaltene Höhe 1,2 m. | 28959634 | BW   |

## Holtorfsloh
| Lage                       | Bezeichnung              | Beschreibung | ID       | Bild |
| -------------------------- | ------------------------ | --- | -------- | ---- |
| 53° 20′ 16″ N, 10° 5′ 1″ O | Holtorfsloh 2, Grabhügel | Rund, oberflächlich vom Forststreifenpflug gestört, sonst gut erhalten. Durchmesser 15 m, erhaltene Höhe 1,3 m. | 28959635 | BW   |
| 53° 20′ 15″ N, 10° 5′ 6″ O | Holtorfsloh 3, Grabhügel | Rundlich, oberflächlich zerwühlt, von Osten und Westen her angegraben. Durchmesser 12 m, erhaltene Höhe 0,9 m.  | 28959637 | BW   |

## Horst

### Horst 4
- ID:28959507
- Am südl. Ortsrand von Horst gelegenes Grabhügelfeld. Ehemals 9 Grabhügel; erhalten sind 7 Grabhügel mit 6 – 15 m Durchmesser und 0,6 – 1,6 m Höhe. FStNr. 9 durch eine alte Wegrinnen erheblich angeschnitten.

| Lage                       | Bezeichnung | Beschreibung | ID       | Bild |
| -------------------------- | ----------- | --- | -------- | ---- |
| 53° 22′ 2″ N, 10° 2′ 10″ O | Horst 4     | Leichte Eingrabung in der Mitte, von Südwesten angegraben, im Südosten tiefe historische Wegespuren. Durchmesser 12 m, erhaltene Höhe 1,50 m.                                                         | 28959869 | BW   |
| 53° 22′ 1″ N, 10° 2′ 11″ O | Horst 7     | Sehr eindrucksvoll, an Nordostseite etwas angegraben, beiderseits von Hohlwegen eingerahmt. Durchmesser 12 m, erhaltene Höhe 0,9 m.                                                                   | 28959867 | BW   |
| 53° 22′ 0″ N, 10° 2′ 12″ O | Horst 8     | Kräftig gewölbt, beiderseits sehr tiefe Wegespuren. Der Durchmesser 14 m, erhaltene Höhe 1,4 m. | 28959871 | BW   |
| 53° 22′ 1″ N, 10° 2′ 15″ O | Horst 9     | Rest eines Grabhügels, beiderseits von alten Wegerinnen sehr erheblich angeschnitten. Durchmesser 6 m, erhaltene Höhe 0,6 m.                                                                          | 28959868 | BW   |
| 53° 22′ 1″ N, 10° 2′ 16″ O | Horst 10    | In der Hügelmitte eine oberflächliche Eingrabung (2,5 × 1,5 × 0,5 m) vermutlich ein altes Deckungsloch, darin ein jüngeres Sondierungsloch (Durchmesser 0,3 m). Durchmesser 13 m, erhaltene Höhe 1 m. | 28959870 | BW   |
| 53° 22′ 2″ N, 10° 2′ 17″ O | Horst 11    | Sehr alte Eingrabung in Hügelmitte. Durchmesser 15 m, erhaltene Höhe 1,2 m. | 28959873 | BW   |
| 53° 22′ 2″ N, 10° 2′ 14″ O | Horst 12    | Rund, im Ostrand durch flaches Schützenloch gestört, am nördlichen Saum geringe Angrabungen. Durchmesser 10 m, erhaltene Höhe 0,8 m                                                                   | 28959875 | BW   |

## Maschen
| Lage                        | Bezeichnung           | Beschreibung | ID       | Bild |
| --------------------------- | --------------------- | --- | -------- | ---- |
| 53° 22′ 43″ N, 10° 3′ 3″ O  | Maschen 17, Grabhügel | Kräftig gewölbt, Durchmesser 17 m und 1,5 m erhaltene Höhe. | 28959874 | BW   |
| 53° 22′ 44″ N, 10° 3′ 3″ O  | Maschen 18, Grabhügel | Kräftig gewölbt, von Grenzgraben und Fußweg geschnitten. Durchmesser 15 m, erhaltene Höhe 1 m. | 28959876 | BW   |
| 53° 22′ 48″ N, 10° 3′ 2″ O  | Maschen 19, Grabhügel | Flach. Oberflächlich erhebliche Beschädigungen durch in den Hügel eingetiefte moderne Sitzecke und Fahnenmast. Durchmesser 10 m, erhaltene Höhe 0,8 m. | 28959878 | BW   |
| 53° 22′ 50″ N, 10° 3′ 5″ O  | Maschen 20, Grabhügel | Abgeflachte Kuppe auf markanter Geländerhöhung. Die Parallelisierung mit einem vor 1914 in diesem Bereich geöffneten Hügel ist nicht zweifelsfrei zu klären. Der untersuchte Hügel enthielt eine Steinpackung, die auf eine Baumsargbestattung der älteren Bronzezeit hinweist. Durchmesser 15 m, erhaltene Höhe 1,6 m. | 28952969 | BW   |
| 53° 23′ 3″ N, 10° 2′ 58″ O  | Maschen 25, Grabhügel | Oberfläche sehr zerwühlt. Im Norden und Osten Ausbruchgräben am Hügelfuß. 20 m Länge, 14 m Breite und 1,3 m erhaltene Höhe. | 28959883 | BW   |
| 53° 23′ 2″ N, 10° 2′ 56″ O  | Maschen 26, Grabhügel | Groß, sehr flach und zerwühlte Oberfläche macht den Eindruck eines alt gestörten Objektes. Durchmesser 20 m, erhaltene Höhe 0,8 m. | 28959884 | BW   |
| 53° 22′ 58″ N, 10° 3′ 40″ O | Maschen 35, Grabhügel | Oberfläche stark zerwühlt, am Hügelfuß mehrere Steinentnahmestellen, sehr wahrscheinlich wurden auch in der Mitte Steine ausgebrochen. Durchmesser 20 m, erhaltene Höhe 1,6 m. | 28959893 | BW   |
| 53° 22′ 19″ N, 10° 3′ 26″ O | Maschen 37, Grabhügel | Rund, Durchmesser 8,5 m und 0,7 m erhaltene Höhe. | 28959894 | BW   |
| 53° 22′ 20″ N, 10° 3′ 23″ O | Maschen 38, Grabhügel | Ehemals rund, alte Eingrabung mittig in zwei Teile zerteilt. Durchmesser 12 m, erhaltene Höhe 0,7 m. | 28959895 | BW   |
| 53° 23′ 6″ N, 10° 2′ 27″ O  | Maschen 42, Grabhügel | Flach, Durchmesser 10 m und 0,9 m erhaltene Höhe. | 28959896 | BW   |
| 53° 23′ 5″ N, 10° 2′ 37″ O  | Maschen 43, Grabhügel | Kräftig gewölbt und eine alte Eingrabung. Durchmesser 20 m, erhaltene Höhe 1,6 m. | 28959991 | BW   |
| 53° 23′ 5″ N, 10° 2′ 41″ O  | Maschen 45, Grabhügel | Rund, kräftig gewölbt. Im Osten Hügelfuß durch Zufahrtsweg angeschnitten. Durchmesser 15 m, erhaltene Höhe 1,4 m. | 28959994 | BW   |
| 53° 23′ 2″ N, 10° 2′ 16″ O  | Maschen 47, Grabhügel | Flach. Rest. Nordseite beim Bau eines Parkplatzes abgetragen. Gärtnerisch gestaltet mit modern hinzugefügtem Findling. Durchmesser 12 m, erhaltene Höhe noch 0,5 m. | 28959993 | BW   |
| 53° 23′ 2″ N, 10° 2′ 18″ O  | Maschen 48, Grabhügel | Rest, Westseite für Büroneubau abgetragen. Durchmesser betrug 15 m, erhaltene Höhe 1,2 m. | 28960000 | BW   |
| 53° 23′ 1″ N, 10° 2′ 16″ O  | Maschen 49, Grabhügel | Leicht abgeflacht, Durchmesser 12 m, erhaltene Höhe 1 m. | 28960011 | BW   |
| 53° 23′ 0″ N, 10° 2′ 18″ O  | Maschen 50, Grabhügel | Rest, ehemals rund, Südseite für Anlage einer Zuwegung abgegraben. Durchmesser lag 15 m, erhaltene Höhe bei 0,8 m. | 28960012 | BW   |
| 53° 22′ 56″ N, 10° 2′ 12″ O | Maschen 60, Grabhügel | Rest, ehemals rund auf Bodenwelle aufgesetzt. Östliche Hälfte durch Straßeneinschnitt abgetragen. Durchmesser 8 m, erhaltene Höhe 0,75 m. | 28960017 | BW   |
| 53° 22′ 51″ N, 10° 2′ 10″ O | Maschen 61, Grabhügel | Rund mit alten oberflächlichen Störungen. Östlicher Saum für Straßeneinschnitt abgetragen. Durchmesser 15 m, erhaltene Höhe 1,4 m. | 28960019 | BW   |
| 53° 22′ 55″ N, 10° 1′ 32″ O | Maschen 67, Grabhügel | Flach mit zerwühlter Oberfläche und muldenförmiger Eingrabung in der Mitte. Durchmesser ca. 10 m, erhaltene Höhe ca. 0,8 m. | 28960020 | BW   |
| 53° 22′ 58″ N, 10° 1′ 32″ O | Maschen 69, Grabhügel | Kräftig gewölbt mit alter Eingrabung als Mulde in der Mitte. Durchmesser 16 m, 2 m erhaltene Höhe. | 28960021 | BW   |
| 53° 22′ 59″ N, 10° 1′ 32″ O | Maschen 70, Grabhügel | Kräftig gewölbt, in der Hügelmitte eine große alte Eingrabung. Durchmesser 23 m, erhaltene Höhe 2,5 m. | 28960111 | BW   |
| 53° 22′ 18″ N, 10° 3′ 39″ O | Maschen 71, Grabhügel | Rund mit kleinen Pflanzfurchen. Durchmesser 12 m, erhaltene Höhe 0,6 m. | 28960022 | BW   |
| 53° 22′ 16″ N, 10° 3′ 37″ O | Maschen 72, Grabhügel | Flach mit alter Störung. Durchmesser ca. 18 m, erhaltene Höhe 1,2 m. | 28960114 | BW   |
| 53° 22′ 0″ N, 10° 3′ 20″ O  | Maschen 84, Grabhügel | Im Zentrum massive alte Eingrabung von 5 × 7 m. Durchmesser 17 m, erhaltene Höhe 1,2 m. | 28960241 | BW   |
| 53° 22′ 13″ N, 10° 3′ 4″ O  | Maschen 85, Grabhügel | Durch zahlreiche alte Eingrabungen (Stellungsbauten?) beschädigt. Durchmesser 15 m, erhaltene Höhe 1,2 m. | 28960245 | BW   |

### Maschen 24
- ID:28959881
- Ca. 0,8 km nordwestlich des Gutes Freschenhausen gelegenes Grabhügelfeld. Bestehend aus 9 Grabhügenl mit 7 – 15 m Durchmesser und 0,4 – 1,4 m erhaltener Höhe.

| Lage                        | Bezeichnung | Beschreibung | ID       | Bild |
| --------------------------- | ----------- | --- | -------- | ---- |
| 53° 22′ 48″ N, 10° 3′ 11″ O | Maschen 24  | Rund, flach, Durchmesser 7 m und 0,4 m erhaltene Höhe.                                                                 | 28959880 | BW   |
| 53° 22′ 48″ N, 10° 3′ 11″ O | Maschen 27  | Gleichmäßig gewölbt, Durchmesser 10 m, erhaltene Höhe 0,8 m.                                                           | 28959885 | BW   |
| 53° 22′ 49″ N, 10° 3′ 10″ O | Maschen 28  | Kleine zentrale Eingrabung. Nordnordwest und Südsüdost historische Wegespuren. Durchmesser 14 m, erhaltene Höhe 1,2 m. | 28959882 | BW   |
| 53° 22′ 50″ N, 10° 3′ 9″ O  | Maschen 29  | Gleichmäßig gewölbt, Durchmesser 10 m, erhaltene Höhe 1 m.                                                             | 28959887 | BW   |
| 53° 22′ 50″ N, 10° 3′ 10″ O | Maschen 30  | Rund, Durchmesser 12 m und 1 m erhaltene Höhe.                                                                         | 28959888 | BW   |
| 53° 22′ 50″ N, 10° 3′ 12″ O | Maschen 31  | Lang, mehr rechteckig als oval. Länge 23 m, Breite 12 m und erhaltene Höhe 1,2 m.                                      | 28959889 | BW   |
| 53° 22′ 49″ N, 10° 3′ 11″ O | Maschen 32  | Gleichmäßig gewölbt, Durchmesser 8 m und 0,6 m erhaltene Höhe.                                                         | 28959890 | BW   |
| 53° 22′ 49″ N, 10° 3′ 12″ O | Maschen 33  | Gleichmäßig gewölbt, Durchmesser 9 m und 0,7 m erhaltene Höhe.                                                         | 28959891 | BW   |

### Maschen 73
- ID:28959879
- Ca. 0,5 km südl. des Gutes Freschenhausen gelegenes Grabhügelfeld. Bestehend aus 11 Grabhügeln mit 10 – 20 m Durchmesser und 0,5 – 1,6 m erhaltener Höhe. Im Bereich des Grabhügelfeldes haben sich auch historische Wegespuren erhalten.

| Lage                        | Bezeichnung | Beschreibung | ID       | Bild |
| --------------------------- | ----------- | --- | -------- | ---- |
| 53° 22′ 48″ N, 10° 3′ 11″ O | Maschen 73  | Kräftig gewölbt, vom Forststreifenpflug überpflügt. Durchmesser 15 m, erhaltene Höhe 1,6 m.                                                                                                | 28960115 | BW   |
| 53° 22′ 14″ N, 10° 3′ 30″ O | Maschen 74  | Kräftig gewölbt, wuchtig, oben etwas abgeflacht mit Kuppenmulde. Durch Forststreifenpflug überpflügt, im Norden und Süden grenzen alte Rückewege. Durchmesser 15 m, erhaltene Höhe 1,4 m.  | 28960118 | BW   |
| 53° 22′ 13″ N, 10° 3′ 32″ O | Maschen 75  | Rund mit tiefer alter Trichterung im Zentrum. Flächig durch Streifenpflug überfahren, über Südhälfte eine Rückespur. Durchmesser 20 m, erhaltene Höhe 1,6 m.                               | 28960120 | BW   |
| 53° 22′ 12″ N, 10° 3′ 34″ O | Maschen 76  | Kräftig gewölbt, von Streifenpflug überpflügt. Über die Nordseite eine Rückespur. Durchmesser 15 m, erhaltene Höhe 1,4 m.                                                                  | 28960007 | BW   |
| 53° 22′ 12″ N, 10° 3′ 31″ O | Maschen 77  | Mit etwas abgeflachter Kuppe und zerwühlter Oberfläche, vermutlich wurde der Steinkreis geraubt. Alte Rückespur, die Nordseite ist stark zerwühlt. Durchmesser 17 m, erhaltene Höhe 1,5 m. | 28960119 | BW   |
| 53° 22′ 12″ N, 10° 3′ 27″ O | Maschen 78  | Sehr flach. 2004 wurden zwei Bronzeobjekte geborgen. Durchmesser 10 m, erhaltene Höhe noch 0,5 m.                                                                                          | 28960121 | BW   |
| 53° 22′ 11″ N, 10° 3′ 31″ O | Maschen 79  | Breit und flach mit sehr großer alter Trichterung im Zentrum. Zwei kopfgroße Feldsteine stammen wahrscheinlich aus der Steinpackung. Durchmesser 12 m, erhaltene Höhe ca. 0,5 m.           | 28960127 | BW   |
| 53° 22′ 11″ N, 10° 3′ 25″ O | Maschen 80  | Kräftig gewölbt, Durchmesser 18 m und erhaltenen Höhe 1,6 m. | 28960129 | BW   |
| 53° 22′ 11″ N, 10° 3′ 24″ O | Maschen 81  | Zerwühlt, ein umlaufender Graben deutet auf Steinraub hin. Durchmesser 14 m, erhaltene Höhe 0,6 m.                                                                                         | 28960134 | BW   |
| 53° 22′ 11″ N, 10° 3′ 23″ O | Maschen 82  | Mit kleinerer Eingrabung in der Mitte. Durchmesser 12 m, erhaltene Höhe 0,7 m. | 28960237 | BW   |
| 53° 22′ 8″ N, 10° 3′ 26″ O  | Maschen 83  | Abgeflachte, zerwühlte Kuppe. Vermutlich wurde umgebende Steinkranz geraubt. Der Durchmesser 12 m, erhaltene Höhe 0,7 m.                                                                   | 28960239 | BW   |

## Meckelfeld
| Lage                        | Bezeichnung               | Beschreibung | ID       | Bild |
| --------------------------- | ------------------------- | --- | -------- | ---- |
| 53° 25′ 9″ N, 10° 2′ 6″ O   | Meckelfeld 29, Damm       | Seevedamm bzw. Seevedeich. Verläuft von Maschen bis Harburg am Nord- bzw. Ostufer der Seeve. Wurde in Zusammenhang mit dem Bau des Seevekanals im Jahre 1541 unter Herzog Otto I errichtet. In der kurhannoverschen Landesaufnahme Ende des 18. Jahrhunderts ist der Verlauf des Deiches noch gut nachzuvollziehen. Er begann ca. 1,7 km SW von Hörsten an der Seeve, lief zunächst etwa 600 m in Richtung Nordosten und bog dann nach Nordwest um insgesamt 7,2 km Länge zu erreichen. | 28952701 | BW   |
| 53° 25′ 45″ N, 10° 1′ 37″ O | Meckelfeld 29, Deich      | | 35983178 | BW   |
| 53° 25′ 38″ N, 10° 1′ 43″ O | Meckelfeld 30, Stauanlage | | 28902474 | BW   |
| 53° 25′ 39″ N, 10° 1′ 42″ O | Meckelfeld 30, Stauanlage | | 28952964 | BW   |
| 53° 25′ 45″ N, 10° 1′ 37″ O | Meckelfeld 30, Deich      | | 35983298 | BW   |

## Ohlendorf
| Lage                        | Bezeichnung             | Beschreibung | ID       | Bild |
| --------------------------- | ----------------------- | --- | -------- | ---- |
| 53° 20′ 29″ N, 10° 2′ 38″ O | Ohlendorf 2, Grabhügel  | Wuchtig, annähernd rund. Nahe am Hügelzentrum eine ca. 3 × 3 m große und 0,8 m tiefe Eingrabung mit Anstich nach Südosten sowie weitere, kleinere Eingrabung. Durchmesser ca. 18 m, erhaltene Höhe noch 2,0 m. | 28954852 | BW   |
| 53° 21′ 13″ N, 10° 4′ 37″ O | Ohlendorf 42, Grabhügel | Wuchtig, Durchmesser 15 m, erhaltene Höhe 1,4 m. | 28960371 | BW   |
| 53° 20′ 26″ N, 10° 5′ 43″ O | Ohlendorf 61, Grabhügel | Flach, oval, Länge 15 m, Breite 10 m, 0,6 m erhaltener Höhe. | 28960383 | BW   |

### Ohlendorf 7
- ID:28960251
- Ca. 3 km ostsüdöstl. von Ohlendorf gelegenes Grabhügelfeld. Bestehend aus 18 meist gut erhaltenen Grabhügeln mit Durchmessern von 10 – 20 m  und 0,7 – 2,2 m erhaltener Höhe.

| Lage                        | Bezeichnung  | Beschreibung | ID       | Bild |
| --------------------------- | ------------ | --- | -------- | ---- |
| 53° 20′ 6″ N, 10° 5′ 38″ O  | Ohlendorf 7  | Hoch gewölbt, im Südwesten und Nordosten zu Beginn der 1970er Jahre beschädigt, Kern vermutlich unversehrt. Durchmesser 15 m, erhaltene Höhe 2,2 m.                                  | 28960243 | BW   |
| 53° 20′ 8″ N, 10° 5′ 39″ O  | Ohlendorf 8  | Flach gewölbt mit zerwühlter Oberfläche, im Südwesten leicht angegraben. Durchmesser 15 m, erhaltene Höhe 1,3 m.                                                                     | 28960246 | BW   |
| 53° 20′ 6″ N, 10° 5′ 36″ O  | Ohlendorf 9  | Wuchtig, Durchmesser 17 m und 1,8 m erhaltene Höhe. | 28960253 | BW   |
| 53° 20′ 8″ N, 10° 5′ 38″ O  | Ohlendorf 10 | Wuchtig, im Südteil von Grenzgräben leicht angeschnitten, sonst gut erhalten. Durchmesser 17 m, erhaltene Höhe 1,5 m.                                                                | 28960244 | BW   |
| 53° 20′ 9″ N, 10° 5′ 38″ O  | Ohlendorf 11 | Abgeflacht, mit möglichem Anbau im Südwesten. Durchmesser 15 m, erhaltene Höhe 1,4 m.                                                                                                | 28960247 | BW   |
| 53° 20′ 10″ N, 10° 5′ 37″ O | Ohlendorf 12 | Wuchtig, hoch gewölbt mit kleiner Eindellung in der Mitte, sonst gut erhalten. Durchmesser 15 m, erhaltene Höhe 1,6 m.                                                               | 28960256 | BW   |
| 53° 20′ 10″ N, 10° 5′ 35″ O | Ohlendorf 13 | Wuchtig mit erheblichen Eingrabungen besonders im Ostteil. Alter Ausbruchgraben zu erkennen. Durchmesser 15 m, erhaltene Höhe 1,4 m.                                                 | 28960254 | BW   |
| 53° 20′ 9″ N, 10° 5′ 33″ O  | Ohlendorf 14 | Kräftig gewölbt mit oberflächlichen Schäden durch Tierbaue. Durchmesser 12 m, erhaltene Höhe 1,5 m.                                                                                  | 28960259 | BW   |
| 53° 20′ 8″ N, 10° 5′ 35″ O  | Ohlendorf 15 | Hoch gewölbt, wuchtig mit kleiner Eingrabung und Kaninchenbauen, sonst gut erhalten. Durchmesser 17 m, erhaltene Höhe 1,8 m.                                                         | 28960255 | BW   |
| 53° 20′ 8″ N, 10° 5′ 33″ O  | Ohlendorf 16 | Gewölbt, kräftig mit mehreren Eingrabungen. Südwestteil für Weg abgetragen, im Nordosten von Grenzgraben angeschnitten. Durchmesser ca. 20 m, erhaltene Höhe 1,6 m.                  | 28960261 | BW   |
| 53° 20′ 7″ N, 10° 5′ 34″ O  | Ohlendorf 17 | Flach gewölbt mit erheblichen Eingrabungen. Im Nordosten von Weg angeschnitten. Durchmesser 20 m, erhaltene Höhe 1,5 m.                                                              | 28960262 | BW   |
| 53° 20′ 8″ N, 10° 5′ 31″ O  | Ohlendorf 18 | Kräftig gewölbt mit flacher Eingrabung. Durchmesser 13 m, erhaltene Höhe 1,4 m. | 28960263 | BW   |
| 53° 20′ 9″ N, 10° 5′ 30″ O  | Ohlendorf 19 | Sanft gewölbt mit alter Eingrabung in der Mitte. Durchmesser 13 m, erhaltene Höhe 1,2 m.                                                                                             | 28960260 | BW   |
| 53° 20′ 7″ N, 10° 5′ 32″ O  | Ohlendorf 20 | Flach gewölbt mit großer Eingrabung in der Mitte. Durchmesser 13 m, erhaltene Höhe 1 m.                                                                                              | 28960357 | BW   |
| 53° 20′ 7″ N, 10° 5′ 31″ O  | Ohlendorf 21 | Flach mit abgeplatteter Kuppe, gestört durch Kaninchenbaue. Durchmesser 15 m, erhaltene Höhe 0,8 m.                                                                                  | 28960358 | BW   |
| 53° 20′ 7″ N, 10° 5′ 29″ O  | Ohlendorf 41 | Flach, gut erhalten. Durchmesser 10 m, erhaltene Höhe 0,7 m. | 28960370 | BW   |
| 53° 20′ 7″ N, 10° 5′ 22″ O  | Ohlendorf 47 | Wuchtig, überpflügt mit größerer Einsenkung in der Mitte. Durchmesser 15 m, 1,3 m erhaltener Höhe.                                                                                   | 28960377 | BW   |
| 53° 20′ 7″ N, 10° 5′ 24″ O  | Ohlendorf 60 | Sanft gewölbt mit flacher Eingrabung in der Mitte. Flächig überpflügt, im Südwesten kleine Angrabung für die Sitzecke eines Wochenendhauses. Durchmesser 12 m, erhaltene Höhe 0,9 m. | 28960382 | BW   |

### Ohlendorf 22
- ID:28960252
- Ca. 0,7 km nordöstl. von Ortsmitte Ohlendorf gelegenes Grabhügelfeld. Es besteht aus 6 Grabhügel mit Durchmessern von 10 – 18 m und erhaltenen höhen von 0,8 – 1,6 m. Direkt südl. angrenzend historische Wegespuren.

| Lage                        | Bezeichnung  | Beschreibung | ID       | Bild |
| --------------------------- | ------------ | --- | -------- | ---- |
| 53° 20′ 48″ N, 10° 3′ 26″ O | Ohlendorf 22 | Flach gewölbt, durch Kaninchenbaue gestört. Durchmesser 15 m, erhaltene Höhe 0,8 m.                                              | 28960360 | BW   |
| 53° 20′ 49″ N, 10° 3′ 28″ O | Ohlendorf 23 | Wuchtig, durch Kaninchen zerwühlt, sonst gut erhalten. Durchmesser 15 m, erhaltene Höhe noch 1,3 m.                              | 28960355 | BW   |
| 53° 20′ 48″ N, 10° 3′ 28″ O | Ohlendorf 24 | Kräftig gewölbt, gut erhalten. Durchmesser 15 m, erhaltene Höhe 1,6 m.                                                           | 28960364 | BW   |
| 53° 20′ 47″ N, 10° 3′ 25″ O | Ohlendorf 25 | Sehr wuchtig, Durchmesser 18 m und 1,8 m erhaltene Höhe.                                                                         | 28960366 | BW   |
| 53° 20′ 46″ N, 10° 3′ 24″ O | Ohlendorf 26 | Gleichmäßig gewölbt, Durchmesser 10 m und 0,9 m erhaltene Höhe.                                                                  | 28960368 | BW   |
| 53° 20′ 48″ N, 10° 3′ 31″ O | Ohlendorf 51 | Gleichmäßig gewölbt, durch den Forststreifenpflug und Kaninchenbaue gestörte Oberfläche. Durchmesser 10 m, erhaltene Höhe 0,9 m. | 28960381 | BW   |

### Ohlendorf 39
- ID:28960248
- Ca. 3 km östl. von Ohlendorf direkt an der Gemeindegrenze zu Stelle gelegenes Grabhügelfeld. Bestehend aus 7 Grabhügeln mit 5 – 21 m Durchmesser und 0,4 – 0,6 m erhaltener Höhe. bzw. 1 – 2,2 m erhaltener Höhe. Westl. angrenzend historische Wegespuren.

| Lage                        | Bezeichnung  | Beschreibung | ID       | Bild |
| --------------------------- | ------------ | --- | -------- | ---- |
| 53° 20′ 40″ N, 10° 5′ 41″ O | Ohlendorf 39 | Wuchtig, große Angrabung im Südosten, Nordwesten wirkt terrassiert, vermutlich durch Ausbruch des Steinkranzes. Nördlich verlaufen tief eingefahrene historische Wegespuren. Durchmesser 15 m, erhaltene Höhe 1,6 m. | 28960363 | BW   |
| 53° 20′ 40″ N, 10° 5′ 43″ O | Ohlendorf 40 | Sehr wuchtig, durch große Eingrabung in der Mitte gestört. Durchmesser 21 m, erhaltene Höhe 2,2 m. | 28960369 | BW   |
| 53° 20′ 38″ N, 10° 5′ 50″ O | Ohlendorf 43 | Flach gewölbt mit großer Eingrabung in der Mitte. Durchmesser 12 m, erhaltene Höhe 1 m. | 28960373 | BW   |
| 53° 20′ 37″ N, 10° 5′ 53″ O | Ohlendorf 44 | Sehr flach, oberflächlich zerwühlt. Durchmesser 10 m, erhaltene Höhe 0,5 m. | 28960374 | BW   |
| 53° 20′ 39″ N, 10° 5′ 44″ O | Ohlendorf 45 | Flach, Durchmesser 10 m, 0,6 m erhaltene Höhe. | 28960375 | BW   |
| 53° 20′ 39″ N, 10° 5′ 48″ O | Ohlendorf 46 | Gleichmäßig gewölbt, sehr gut erhalten. Durchmesser 13 m, erhaltene Höhe 1,4 m. | 28960376 | BW   |
| 53° 20′ 39″ N, 10° 5′ 49″ O | Ohlendorf 48 | Sehr klein, schwer erkennbar. Durchmesser 5 m, erhaltene Höhe bei 0,4 m. | 28960378 | BW   |

## Over
| Lage                        | Bezeichnung   | Beschreibung | ID       | Bild |
| --------------------------- | ------------- | --- | -------- | ---- |
| 53° 25′ 31″ N, 10° 6′ 8″ O  | Over 1, Deich | Entlang des West- bzw. Nordufers der Seeve bis an die Gemarkungsgrenze zu Hörsten verlaufender Deichzug. Es ist ein Sommerdeich, der das Junkernfeld zur Elbe und zur Seeve hin schützte. Laut Eintrag in die kurhannoversche Landesaufnahme (Blatt von 1781) schloss dieser Deich an den westlich gelegenen, älteren Herrendeich an.     | 28952704 | BW   |
| 53° 25′ 25″ N, 10° 5′ 35″ O | Over 2, Deich | Zwischen dem Elbdeich südöstl. von Over und dem Deich entlang der Seeve geführte Deichlinie. Es handelt sich um den sogenannten Herrendeich (früher: Hörstendeich). In der kurhannoverschen Landesaufnahme (1781) ist der Deich völlig gerade eingezeichnet, auf dem alten Meßtischblatt wird die Deichlinie um zwei Bracks herumgeführt. | 28952705 | BW   |
| 53° 25′ 8″ N, 10° 5′ 12″ O  | Over 2, Deich | | 35965309 | BW   |
| 53° 26′ 12″ N, 10° 5′ 45″ O | Over 3, Deich | Zwischen Bullenhausen und Over hinter dem neuen Elbdeich verlaufende historische Deichlinie. Er zieht von der Gemarkungsgrenze zu Bullenhausen im Nordwesten bis an den Herrendeich im Südosten. | 28952706 | BW   |
| 53° 26′ 26″ N, 10° 5′ 4″ O  | Over 3, Deich | | 35953212 | BW   |

## Ramelsloh
| Lage                        | Bezeichnung             | Beschreibung | ID       | Bild |
| --------------------------- | ----------------------- | --- | -------- | ---- |
| 53° 19′ 53″ N, 10° 0′ 59″ O | Ramelsloh 5, Grabhügel  | Sanft gewölbt mit Eingrabung in der Mitte, durch welche ein Findling, größer als 1 m, freigelegt wurde. Durchmesser 12 m, erhaltene Höhe 1,2 m. | 28960379 | BW   |
| 53° 19′ 52″ N, 10° 1′ 0″ O  | Ramelsloh 6, Grabhügel  | Große tiefe Eingrabung in der Mitte. Von Südosten her zur Hälfte abgegraben. Durchmesser 12 m, erhaltene Höhe 1,1 m.                            | 28960384 | BW   |
| 53° 19′ 50″ N, 10° 1′ 1″ O  | Ramelsloh 7, Grabhügel  | Rund mit Eindellung in der Mitte durch Tierbaue. Durchmesser 20 m, erhaltene Höhe 1,6 m.                                                        | 28960476 | BW   |
| 53° 19′ 46″ N, 10° 1′ 7″ O  | Ramelsloh 10, Grabhügel | Wuchtig mit alter Eingrabung in der Mitte, oberflächlich durch Streifenpflug und Tierbaue gestört. Durchmesser 15 m, erhaltene Höhe 1,6 m.      | 28960477 | BW   |
| 53° 19′ 45″ N, 10° 1′ 7″ O  | Ramelsloh 11, Grabhügel | Erhebliche Eingrabung in der Mitte sowie mehreren Tierbauen. Durchmesser 13 m, erhaltene Höhe 1,2 m.                                            | 28960478 | BW   |
| 53° 19′ 31″ N, 10° 1′ 41″ O | Ramelsloh 14, Grabhügel | Steil, in der Mitte ein altes Schützenloch. Im Südwesten für die Anlage einer Straße abgetragen. Durchmesser 10 m, erhaltene Höhe 1,2 m.        | 28960479 | BW   |
| 53° 19′ 31″ N, 10° 1′ 42″ O | Ramelsloh 15, Grabhügel | Flach, Rand verläuft steil, Kuppe flach. Durchmesser 8 m, erhaltene Höhe 0,5 m.                                                                 | 28960480 | BW   |
| 53° 19′ 32″ N, 10° 1′ 44″ O | Ramelsloh 16, Grabhügel | Flach gewölbt, Durchmesser 10 m und 0,8 m erhaltene Höhe.                                                                                       | 28960481 | BW   |
| 53° 19′ 58″ N, 10° 2′ 6″ O  | Ramelsloh 23, Grabhügel | Von Südosten und Nordwesten erheblich zur Bodenentnahme angegraben. Durchmesser 15 m, erhaltene Höhe 1 m.                                       | 28960482 | BW   |
| 53° 20′ 11″ N, 10° 1′ 13″ O | Ramelsloh 35, Grabhügel | Wuchtig, im Südteil alte Schützenlöcher. Der Durchmesser 17 m, erhaltene Höhe 1,6 m.                                                            | 28960493 | BW   |
| 53° 20′ 10″ N, 10° 1′ 15″ O | Ramelsloh 37, Grabhügel | Erhebliche Abgrabungen stören die Südseite. Durchmesser ca. 20 m, erhaltene Höhe 1,6 m.                                                         | 28960491 | BW   |
| 53° 20′ 8″ N, 10° 1′ 24″ O  | Ramelsloh 38, Grabhügel | Breit gewölbt, Durchmesser 15 m und 1,3 m erhaltene Höhe.                                                                                       | 28960497 | BW   |
| 53° 20′ 8″ N, 10° 1′ 25″ O  | Ramelsloh 39, Grabhügel | Sanft gewölbt, Durchmesser 11 m und erhaltene Höhe 0,8 m.                                                                                       | 28960496 | BW   |
| 53° 20′ 46″ N, 10° 2′ 5″ O  | Ramelsloh 42, Grabhügel | Flach gewölbt, oberflächlich überpflügt , sonst unversehrt. Durchmesser 8 m, erhaltene bei 0,6 m.                                               | 28960498 | BW   |
| 53° 20′ 47″ N, 10° 2′ 7″ O  | Ramelsloh 43, Grabhügel | Ungleichmäßig gewölbt und im Südwesten eine Eingrabung. Durchmesser 12 m, erhaltene Höhe 1 m.                                                   | 28960499 | BW   |
| 53° 20′ 46″ N, 10° 2′ 7″ O  | Ramelsloh 44, Grabhügel | Steiler Rand, oben flach, alte Eingrabung in der Mitte. Durchmesser 14 m, erhaltene Höhe 1,2 m.                                                 | 28960500 | BW   |

### Ramelsloh 24
- ID:28960483
- Ca. 1,3 km südl. von Ohlendorf gelegenes Grabhügelfeld. Es besteht aus 9 Grabhügeln mit 9 – 23 m Durchmesser und 0,5 – 1,8 m erhaltener Höhe. 3 weitere Hügel im Bereich sind durch ihre unregelmäßige Form nicht sicher als Grabhügel anzusprechen.

| Lage                        | Bezeichnung  | Beschreibung | ID       | Bild |
| --------------------------- | ------------ | --- | -------- | ---- |
| 53° 19′ 44″ N, 10° 2′ 38″ O | Ramelsloh 24 | Wuchtig, war evtl. von einem Steinkranz von 13 m Durchmesser eingefasst. Massive Abgrabung erfolgte von Nordwesten. Durchmesser ca. 20 m, erhaltene Höhe 1,6 m. | 28960484 | BW   |
| 53° 19′ 41″ N, 10° 2′ 35″ O | Ramelsloh 25 | Wuchtig mit alter Eingrabung in der Mitte, überpflügt. Durchmesser 15 m, erhaltene Höhe 1,4 m.                                                                  | 28960485 | BW   |
| 53° 19′ 40″ N, 10° 2′ 34″ O | Ramelsloh 26 | Kräftig gewölbt, überpflügt, sonst gut erhalten. Durchmesser 12 m, erhaltene Höhe 1,3 m.                                                                        | 28960486 | BW   |
| 53° 19′ 39″ N, 10° 2′ 34″ O | Ramelsloh 27 | Sehr wuchtig, überpflügt, sonst gut erhalten. Durchmesser 17 m, erhaltene Höhe 1,7 m.                                                                           | 28960487 | BW   |
| 53° 19′ 36″ N, 10° 2′ 33″ O | Ramelsloh 28 | Etwas unförmig, zahlreiche erhebliche Eingrabungen, besonders in der Mitte, die vermutlich nur flach sind. Durchmesser 23 m, erhaltene Höhe 1,8 m.              | 28960488 | BW   |
| 53° 19′ 35″ N, 10° 2′ 34″ O | Ramelsloh 29 | Kräftig gewölbt, Durchmesser 12 m und 1,3 m erhaltener Höhe. | 28960489 | BW   |
| 53° 19′ 37″ N, 10° 2′ 31″ O | Ramelsloh 31 | Rund mit leichten Einsenkungen in der Mitte, vermutlich durch Tierbaue. Durchmesser 20 m, erhaltene Höhe 1,6 m.                                                 | 28960490 | BW   |
| 53° 19′ 36″ N, 10° 2′ 30″ O | Ramelsloh 32 | Flach, Durchmesser 9 m und 0,5 m erhaltene Höhe. | 28960492 | BW   |
| 53° 19′ 36″ N, 10° 2′ 27″ O | Ramelsloh 33 | Flach, Durchmesser 13 m und erhaltene Höhe 0,7 m. | 28960494 | BW   |